# Мильтониопсис
Мильтонио́псис (лат. Miltoniopsis) — род многолетних эпифитных травянистых растений семейства Орхидные.
Включает 5-6 видов.
Аббревиатура родового названия в любительском и промышленном цветоводстве — Mps.
Многие представители рода и гибриды с их участием популярны в комнатном и оранжерейном цветоводстве, а также представлены в ботанических садах.

## Этимологияи история описания
Известный английский ботаник Джон Линдли описал род мильтония в 1837 году. Типовым видом была бразильская орхидея Miltonia spectabilis. Род был назван в честь Висконта Мильтона (Viscount Milton 1786—1857) — крупного мецената садоводства и коллекционера орхидей. Открытые в последующие годы мильтониеподобные виды, включая относящиеся в настоящее время к роду Miltoniopsis, были включены в род Miltonia.
В 1889 году Александр Годефрой-Лебеф установил, что колумбийские виды мильтоний морфологически отличны от видов бразильского происхождения и выделил их в самостоятельный род мильтониопсис. Греческое слово opsis — «похожий», «подобный» в данном случае подчеркивает сходство с родом мильтония.
Некоторое время многие ботаники не признавали новый род. Лишь в 1976 году ботаники Лесли Гарай и Данстервилл подтвердили оправданность выделения рода мильтониопсис.
Первый внутриродовой гибрид Miltonia Bleuana (= Miltoniopsis (Miltonia) vexillaria × Miltoniopsis (Miltonia) roezlii), был зарегистрирован в 1889 году. С тех пор было зарегистрировано свыше 2000 грексов мильнониопсисов (в основном под родовым названием Miltonia).

## Распространение, экологические особенности
Колумбия, Коста-Рика, Панама, Перу и Эквадор.
Эпифиты в кронах деревьев во влажных тропических лесах на высотах от 213 до 2134 метров над уровнем моря.

## Биологическое описание
Симподиальные растения средних размеров. Псевдобульбы плотно расположенные, овальные, продолговатые, однолистные (у мильтоний двулистные), с несколькими чешуевидными листьями, покрывающими основание туберидия.
Соцветиея 3—10 цветковые. Цветение происходит на вызревших псевдобульбах.
Цветки крупные, часто ароматные, по форме напоминают цветки анютиных глазок. Цветение может продолжаться более месяца.

## Виды
Список видов по данным Королевских ботанических садов в Кью:
- Miltoniopsis bismarckii Dodson & D.E.Benn., 1989 — эндемик Перу.
- Miltoniopsis phalaenopsis (Linden & Rchb.f.) Garay & Dunst., 1976 — центральная часть Колумбии.
- Miltoniopsis roezlii (Rchb.f.) God.-Leb., 1889 — северо-запад Колумбии и крайний юго-запад Панамы.
- Miltoniopsis vexillaria (Rchb.f.) God.-Leb., 1889 — Колумбия и Эквадор.
- Miltoniopsis warszewiczii (Rchb.f.) Garay & Dunst., 1976 — Коста-Рика и Панама.
- Miltoniopsis santanaei Garay & Dunst. 1976[7] — Венесуэла, Колумбия и Эквадор.

## Охрана исчезающих видов
Все виды рода Miltoniopsis входят в Приложение II Конвенции CITES. Цель Конвенции состоит в том, чтобы гарантировать, что международная торговля дикими животными и растениями не создаёт угрозы их выживанию.

## В культуре
Виды и гибриды мильтониопсисов считаются трудными в культуре. Несмотря на свою репутацию, они достаточно хорошо растут при соблюдении требуемых условий.
Диапазон температур: 24—26,5 ºС в течение дня и 15,5º—17,8 ºС ночью. Растения могут адаптироваться и к более высоким ночным температурам. Не продолжительные повышения температуры до 29—32 ºС растения могут переносить при наличии тени, высокой влажности и хорошей циркуляции воздуха. Молодые мильтониопсисы выращивают при температурах: 20—21,5 ºС ночью, 24—26,5 ºС днем.
По информации из другого источника средние дневные температуры: 27-29 °C, средние ночные 16-18 °C, при суточном перепаде около 11 °C.
Свет: 1000—1500 FC, согласно другому источнику 1000—2000 FC. Примерно такое же количество света требуют большинство видов Paphiopedilum. Прямой солнечный свет мильтониопсисы не переносят.
Субстрат должен быть постоянно влажным, но не мокрым, так как корневая система мильтониопсисов при переувлажнении может подвергаться бактериальным и грибковым заболеваниям. При недостатке воды, новые листья вырастают сморщенными. В период активного роста, 1—2 разв в месяц вносятся специальные минеральные удобрения для орхидей или половину дозы рекомендуемой для комнатных растений. Во избежание засоления субстрата пересадка производится ежегодно. Рекомендуемый pH субстрата 6,5.
Относительная влажность воздуха 70—80 %.
Посадка осуществляется в пластиковые или керамические горшки. В качестве субстрата используются различные смеси из кусочков сосновой коры, лавы, древесного угля, сфагнума и перлита.

## Межродовые гибриды с участиемMiltoniopsis
- ×Aspasiopsis [Apo.] = Aspasia × Miltoniopsis
- ×Brassopsis [Brp.] = Brassia × Miltoniopsis
- ×Claudegayara [Cgy.] = Cochlioda × Miltoniopsis × Miltonia × Odontoglossum × Oncidium
- ×Cochliodopsis [Cdp.] = Cochlioda × Miltoniopsis
- ×Cochloncopsis [Ccp.] = Cochlioda × Miltoniopsis × Oncidium
- ×Commersonara [Cmm.] = Cochlioda × Miltoniopsis × Odontoglossum × Zelenkoa
- ×Cyrtoniopsis [Crn.] = Cyrtochilum × Miltoniopsis
- ×Endlicherara [Edl.] = Aspasia × Brassia × Miltonia × Miltoniopsis × Odontoglossum
- ×Forsterara [Frs.] = Brassia × Cochlioda × Miltonia × Miltoniopsis × Odontoglossum
- ×Frezierara [Frz.] = Aspasia × Cochlioda × Miltoniopsis × Odontoglossum
- ×Humboldtara [Hmb.] = Cuitlauzina × Miltonia × Miltoniopsis × Odontoglossum × Oncidium
- ×Lawlessara [Law.] = Miltonia × Miltoniopsis × Odontoglossum × Oncidium
- ×Martiusara [Mtr.] = Brassia × Cochlioda × Miltonia × Miltoniopsis × Odontoglossum × Oncidium
- ×Milmiltonia [Mmt.] = Miltonia × Miltoniopsis
- ×Milmilcidium [Mmc.] = Miltonia × Miltoniopsis × Oncidium
- ×Milmiloda [Mmo.] = Cochlioda × Miltonia × Miltoniopsis
- ×Milmiloglossum [Mmg.] = Miltonia × Miltoniopsis × Odontoglossum
- ×Nohamiltoniopsis [Nhp.] = Nohawilliamsia × Miltoniopsis
- ×Odonchlopsis [Ocp.] = Cochlioda × Miltoniopsis × Odontoglossum
- ×Odontiopsis [Otp.] = Miltoniopsis × Odontoglossum
- ×Oncidodontopsis [Odd.] = Miltoniopsis × Odontoglossum × Oncidium
- ×Oncidopsis [Oip.] = Miltoniopsis × Oncidium
- ×Pavonara [Pvn.] = Aspasia × Miltonia × Miltoniopsis × Odontoglossum
- ×Philippiara [Phl.] = Cochlioda × Miltoniopsis × Odontoglossum × Rhynchostele
- ×Poeppigara [Ppg.] = Brassia × Cochlioda × Miltonia × Miltoniopsis × Odontoglossum
- ×Reicheara [Rec.] = Aspasia × Miltonia × Miltoniopsis × Oncidium
- ×Rhytoniglossum [Rtg.] = Miltoniopsis × Odontoglossum × Rhynchostele
- ×Rossitoniopsis [Rsp.] = Miltoniopsis × Rossioglossum
- ×Rossimilmiltonia [Rsm.] = Miltonia × Miltoniopsis × Rossioglossum
- ×Ruizara [Ruz.] = Brassia × Miltonia × Miltoniopsis × Odontoglossum
- ×Solanderara [Slr.] = Brassia × Cochlioda × Miltoniopsis × Odontoglossum
- ×Spruceara [Spr.] = Cochlioda × Miltonia × Miltoniopsis × Odontoglossum
- ×Tolumnopsis [Tmp.] = Miltoniopsis × Tolumnia